# Пеленки (Торино)
Пеленки је насеље у Италији у округу Торино, региону Пијемонт.
Према процени из 2011. у насељу је живело 55 становника. Насеље се налази на надморској висини од 1071 м.